# Saint-Siméon (Eure)
Saint-Siméon ist eine französische Gemeinde mit 323 Einwohnern (Stand: 1. Januar 2022) im Département Eure in der Region Normandie (vor 2016 Haute-Normandie). Sie gehört zum Arrondissement Bernay und zum Kanton Beuzeville. Die Einwohner werden Saint-Siméonais genannt.

## Geografie
Saint-Siméon liegt etwa 24 Kilometer nordnordwestlich von Bernay im Lieuvin. Umgeben wird Saint-Siméon von den Nachbargemeinden Tourville-sur-Pont-Audemer im Norden, Campigny im Nordosten, Saint-Martin-Saint-Firmin im Nordosten und Osten, Saint-Étienne-l’Allier im Osten und Südosten, La Noë-Poulain und La Poterie-Mathieu im Süden, Épaignes im Südwesten und Westen sowie Selles im Westen und Nordwesten.

## Bevölkerungsentwicklung
| Jahr                       | 1962 | 1968 | 1975 | 1982 | 1990 | 1999 | 2006 | 2019 |
| Einwohner                  | 257  | 239  | 213  | 236  | 282  | 278  | 304  | 313  |
| Quellen: Cassini und INSEE |      |      |      |      |      |      |      |      |

## Sehenswürdigkeiten
- Kirche Saint-Siméon aus dem 19. Jahrhundert

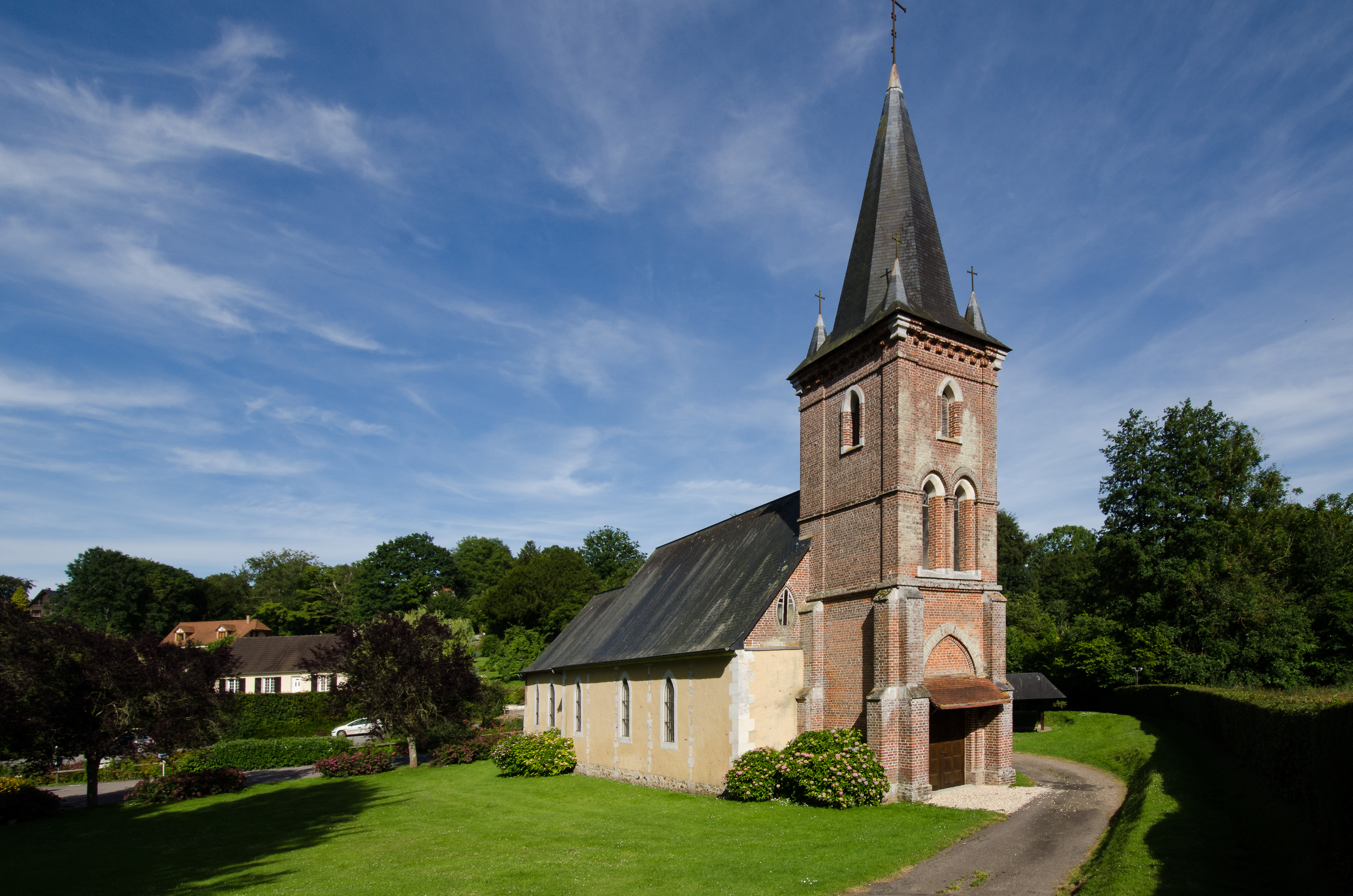
Kirche Saint-Siméon